# 山口弘定
山口 弘定（—1615年6月2日）、日本戰國時代後期江戸時代初期的武將。加賀大聖寺城主山口宗永次男。左馬助。兄長為右京亮山口修弘。木村重成的妹婿。女兒是松平正綱正室。
父親山口宗永與兄長山口修弘、於慶長5年（1600年）8月3日、關原之戰前哨戰，東軍前田利長圍攻大聖寺城並攻陷時戰死。弘定繼承父親遺志、侍奉豐臣秀賴、進入大坂城。大坂之陣時與義兄木村重成隊共同奮戰、於若江之戰時被井伊直孝隊討取。